# Life F190
O F190 foi o modelo da Life na temporada de 1990 da F1. Foi guiado por Gary Brabham e Bruno Giacomelli. Ele tinha um motor W12, que ao invés de 4 "bancos" de três cilindros, era um V8 (dois bancos de quatro cilindros) e um terceiro banco, também de quatro cilindros, horizontal, ao meio, formando o W. Este motor possuía uma potência estimada em 375 hp (metade dos Honda da Mclaren) e foi substituído nos GPs de Portugal e Espanha por um Judd V8 que não cabia no chassi do F190. O modelo não passou da pré-classificação em 14 tentativas em 1990 e nas poucas ocasiões que marcou tempo, foi lastimável, ficando 19 segundos atrás do resto (Silverstone) ou 64 km/h mais lento na medição de velocidade (Hockenheim).